# روني بيكون
روني بيكون (بالإنجليزية: Ronnie Bacon)‏ هو لاعب كرة قدم بريطاني في مركز نصف الجناح، ولد في 4 مارس 1935 في Fakenham ‏ في المملكة المتحدة. لعب مع نادي غيلينغهام ونادي كينغز لين ونورويتش سيتي.